# Голанчикова Любов Олександрівна
Любов Олександрівна Голанчикова (іноді використовується написання Галанчикова, 1889–1961) — одна з перших жінок-пілотів, перша жінка льотчик-випробувач.

## Біографія
Народилася в 1889 році у Вільянді (нині Естонія). Вже в юності здобула популярність. Подібно до Раймонди де ля Рош, Голанчикова була професійною актрисою, яка виступала під псевдонімом Мілі Море (Моллі Мор), і так само, як у француженки, поштовхом до заняття авіацією для неї стало знайомство з льотчиком-піонером російського повітроплавання Михайлом Єфімовим. Історія повторилася з точністю до деталей — знайомство, запрошення «покататися» на аероплані, захват від польоту і бажання за будь-якої нагоди навчитися управляти літаючою машиною. Було це восени 1910 року.

### Авіашкола
Через рік Голанчикова записалася в льотну школу «Гамаюн» — ту саму, де навчалася перша російська жінка-авіатор Лідія Звєрєва. Навчатися в школі було нелегко. На 20 учнів був лише один літаків «Фарман».
9 жовтня 1911 року Голанчикова закінчила школу і здала іспит на звання пілота. Їй дістався диплом за № 56. Вона стала третьою жінкою-авіатором в Російській імперії (після Лідії Звєрєвої та Євдокії Анатри). Незабаром журнал «Вісник повітроплавання» повідомив, що відома акторка, здавши пілотський іспит, заради авіації остаточно покинула сцену. Вона приїхала в Петербурзький аероклуб, подала прохання надати їй апарат для практичних польотів і отримала дозвіл.

### Кар'єра
Л. О. Голанчикова приймає запрошення Ризького відділу всеросійського аероклубу зробити кілька публічних польотів. На жаль, перший політ 2 травня 1912 року був невдалим.. Голанчикова повернулася в Петербург. Під час конкурсу військових аеропланів льотчиця познайомилася з підприємцем і авіатором Антоном Фоккером. Той запропонував політати на аероплані «Фоккер» (паук). Це була перша машина конструктора. Вона відрізнялася оригінальністю і простотою.
Авіатрисі сподобалася легкість управління, а йому — її «почерк». Він зробив запрошення поїхати до Німеччини.
Весь свій час вона проводила на аеродромі Йоганісталь під Берліном. Фірма надала в розпорядження Голанчиковій найкращі апарати. Під час одного з тренувальних польотів льотчиця досягла висоти 805 м.
У 1912 році Голанчикова заявила про своє бажання завоювати рекорд по висоті серед жінок. 22 листопада 1912 року відбувся довгоочікуваний політ, який тривав 30 хвилин, а спуск — шість з половиною хвилин. Льотчиця піднялася на висоту 2200 м. Це був світовий рекорд висоти для жінок, встановлений російської льотчицею. Після цього польоту ім'я Голанчикової стало всесвітньо відомим. Влітку 1913 року на аеродромі Йоганісталь приземлився «моран» французького авіатора Леона Летора, який здійснив безпосадочний переліт Париж — Берлін. Відстань близько 900 км льотчик подолав за 8 годин.
Наступного дня, побачивши Голанчикову «у справі», він був вражений її віртуозною роботою в повітрі. Летор запросив авіатрису супроводжувати його як навігатор на зворотному шляху. Виліт відбувся 23 липня 1913 року.

### Перша світова
Коли вибухнула Перша світова війна, Голанчикова, вийшла до того часу заміж (її чоловік був багатим купцем), повернулася до Російської імперії. Вона передала свій «Вуазен» царській армії і на певний час відійшла від льотної справи. Але «хвороба неба» давалася взнаки і незабаром, покинувши сімейне вогнище, Голанчикова стала проводити випробувальні польоти аеропланів Фарман-22, що випускалися Червонською аеропланною майстернею Федора Терещенка. Випробування проводилися в селищі Червоне (нині — Андрушівського району Житомирської області.)
Спочатку Голанчикова сприйняла більшовицький переворот і вступила в тренувальну ескадрилью ВПС Червоної армії. Вона зробила кілька бойових вильотів, але основний час проводила у підготовці червоноармійців-пілотів.

### Еміграція
Після закінчення громадянської війни Любов Голанчикова емігрувала спочатку до Німеччини, потім до США. У Нью-Йорку вона деякий час підробляла шофером (з 1942 року) і там же померла в 1961 році.
Ще перебуваючи в зеніті своєї слави, Любов Голанчикова ділилася з журналістами:

«Ми, повітряні мандрівниці, найсміливіші люди. Час ніби зупинився для нас. Вічність зачіпала нас своїм крилом. І нехай до зірок ще далеко, але „вільний син ефіру“ — аероплан — підніме повітроплавальних Тамар ще високо над землею».